# Zimní paralympijské hry 2014
Zimní paralympijské hry 2014, oficiálně XI. zimní paralympijské hry (rusky Зимние Паралимпийские игры 2014), se konaly v ruské Sočí. Slavnostní zahájení proběhlo 7. března 2014, ukončení se pak uskutečnilo 16. března 2014.
Jednalo se o první paralympijské hry v Rusku, a byly to v pořadí XI. zimní paralympijské hry.

## Volba pořadatele
Město Soči se dostalo na konečný seznam kandidátů na pořadatelství zimních her spolu s městy Pchjongčchang (Jižní Korea) a Salcburk (Rakousko). Vítězství Soči bylo oznámeno na 119. zasedání Mezinárodního olympijského výboru (MOV), které se uskutečnilo v červenci 2007 v Ciudad de Guatemala. Oznámil jej prezident MOV Jacques Rogge po dlouhém hlasování 4. července 2007.
V první fázi musela kandidátská města po schválení od svých národních olympijských výborů poslat přihlášku a vyplněný dotazník do 1. února 2006. Byla to města Soči (Rusko), Salcburk (Rakousko), Jaca (Španělsko), Almaty (Kazachstán), Pchjongčchang (Jižní Korea), Sofie (Bulharsko) a Bordžomi (Gruzie). Tři finální kandidáti byli vybráni výkonnou radou MOV 22. června 2006. Dne 2. října 2007 byl ustaven Organizační výbor zimních olympijských her v Soči 2014.
| Město         | Stát        | 1. kolo | 2. kolo |
| ------------- | ----------- | ------- | ------- |
| Soči          | Rusko       | 34      | 51      |
| Pchjongčchang | Jižní Korea | 36      | 47      |
| Salcburk      | Rakousko    | 25      | –       |

## Olympijský park

Nákres Olympijského parku v Soči

Mapa olympijského areálu Roza Chutor (interaktivní mapa)

Hry se konaly v nově postaveném Olympijském parku, který sestává z následujících stadionů a míst:

### Soči
- Olympijský stadion Fišt – ceremonie
- Šajba arena – sledge hokej
- Leďanoj kub – curling (vozíčkáři)
- Hlavní olympijská vesnice
- Mezinárodní vysílací centrum a hlavní tiskové středisko

### Horské středisko Krasnaja Poljana
- Lyžařský areál Laura – biatlon, běh na lyžích
- Park extrémních sportů Roza Chutor – snowboarding
- Lyžařský areál Roza Chutor – alpské lyžování

## Seznam sportů
- Biatlon
- Běh na lyžích
- Curling
- Sledge hokej
- Alpské lyžování

### Kalendář soutěží
| ÚC | Úvodní ceremoniál | ● | Soutěžní den disciplíny | 1 | Finále disciplíny | ZC | Závěrečný ceremoniál |

| Březen              | Březen              | 7. Pá | 8. So | 9. Ne | 10. Po | 11. Út | 12. St | 13. Čt | 14. Pá | 15. So | 16. Ne | Finále |
| ------------------- | ------------------- | ----- | ----- | ----- | ------ | ------ | ------ | ------ | ------ | ------ | ------ | ------ |
| Ceremoniály         | Ceremoniály         | ÚC    |       |       |        |        |        |        |        |        | ZC     |        |
| Alpské lyžování     | Alpské lyžování     |       | 6     | 3     | 3      | ●      | 3      | 3      | 8      | 3      | 3      | 32     |
| Biatlon             | Biatlon             |       | 6     |       |        | 6      |        |        | 6      |        |        | 18     |
| Běh na lyžích       | Běh na lyžích       |       |       | 2     | 4      |        | 6      |        |        | 2      | 6      | 20     |
| Sledge hokej        | Sledge hokej        |       | ●     | ●     |        | ●      | ●      | ●      | ●      | 1      |        | 1      |
| Curling (vozíčkáři) | Curling (vozíčkáři) |       | ●     | ●     | ●      | ●      | ●      | ●      | ●      | 1      |        | 1      |
| Celkem disciplín    | Celkem disciplín    |       | 12    | 5     | 7      | 6      | 9      | 3      | 14     | 7      | 9      | 72     |
| Kumulativní součet  | Kumulativní součet  |       | 12    | 17    | 24     | 30     | 39     | 42     | 56     | 63     | 72     |        |
| Březen              | Březen              | 7. Pá | 8. So | 9. Ne | 10. Po | 11. Út | 12. St | 13. Čt | 14. Pá | 15. So | 16. Ne | Finále |

## Pořadí národů
| Pořadí | Země           | Zlato | Stříbro | Bronz | Celkem |
| ------ | -------------- | ----- | ------- | ----- | ------ |
| 1      | Rusko          | 30    | 28      | 22    | 80     |
| 2      | Německo        | 9     | 5       | 1     | 15     |
| 3      | Kanada         | 7     | 2       | 7     | 16     |
| 4      | Ukrajina       | 5     | 9       | 11    | 25     |
| 5      | Francie        | 5     | 3       | 4     | 12     |
| 6      | Slovensko      | 3     | 2       | 2     | 7      |
| 7      | Japonsko       | 3     | 1       | 2     | 6      |
| 8      | USA            | 2     | 7       | 9     | 18     |
| 9      | Rakousko       | 2     | 5       | 4     | 8      |
| 10     | Velká Británie | 1     | 3       | 2     | 6      |